# Жупани код Лужичких Срба
„Жупани” код Лужичких Срба (лат. supanus, suppan = глсрп. ) врста је лужичкосрпског средњовековног становништва (по изворима од 12. века), која је испуњавала функције немачке феудалне администрације на територији Мајсенске маркгрофовије.
У повељи од 1181. године коју су издали мајсенски маркгрофови манастиру св. Петра на планини Лаутерберг у близини Халеа споменути су представници словенског становништва: seniorеs villarum, quos lingua sua supanos vocant — „старешине села, које се на њиховом језику зову жупани”. У овој повељи, заједно са „витезами”, одвојени су од нижих врста становништва: смерда (лат. zmurdi) и зависних од цркве људи (censuales ecclesie vel proprii). Жупани су споменути у повељама од 1225, 1289, 1307. године. Лужичкосрпски жупани су стајали на челу тзв. жупанија и постављени немачким феудалцима за испуњење функција немачке феудалне администрације — они су извршавали обавезе сеоских старешина и поротника на судским процесима са учешћем Лужичких Срба. За свој рад добијали су малу земљашну парцелу. Тако, на пример, 1196. године сеоски старешина у Зечдорфу код Цајца имао је четири земљашне парцеле, а 1248. године неки жупан Хартвих у Падицу код Алтенбурга — три парцеле. Жупани (supanen) у касним немачким изворима се називају представници „ситног племства” (vom geringen adill), а у латинским — старешине (seniores). Године 1553. Мајсенска судска област је подељена на 16 жупа.
Употреба бивших славенских жупана од стране немачких феудалаца била је типична за подручје средње Лабе. На лужичкосрпском подручју источно од Лабе — у Горњој Лужици — ову улогу су играли „витезови”. У Доњој Лужици жупан је назван председавајући радне задруге пчелара (уп. у доњолужичкосрпском речнику Ј. Хојнана 1650. године: Schupan — „пчелар”). Жупан, који је био на челу пчеларске радне задруге, морао је испуњавати првенствено судске функције и функције распоређивача.